# Tihany
Tihany je naselje na istoimenom poluotoku koji je cijeli povijesni spomenik Mađarske, a nalazi se na sjevernoj obali Blatnog jezera u Vesprimskoj županiji. Naselje ima najveći prihod po glavi stanovnika, a nekretnine u selima su najskuplje u Mađarskoj.

## Prirodne odlike
Vulkanska skupina stijena koje izviru iz Blatnog jezera je područje jedinstvene vrijednosti sa svojom raznovrsnom i posebnom konfiguracijom terena, dva unutarnja jezera i dvije crkve. Zbog toga je 1993. godine Mađarska nominirala poluotok Tihany za upis na UNESCO-ov popis mjesta svjetske baštine u Europi.
Naime, poluotok je okružen ostacima urušenog vulkana, dok je pepeo razbacan svuda unaokolo po erupciji, čime su nastali slojevi bazaltne sedre, koji na rubovima imaju stjenovite i tufne litice. Tijekom vulkanske aktivnosti nastalo je gotovo 100 čunjastih gejzira i hidrokvarcitnih češera nastalih od termalnih izvora, koji su danas bunari na poznatom „polju gejzira”.
Dva jezera poluotoka su 20 metara iznad razine vode Blatnog jezera. To područje posjeduje vegetaciju sraza submediteranske i kontinentalne klime, s rijetkim cvijećem i zvončićima, te hrastovim šumama koje prekrivaju vrhova brda na nekoliko mjesta. To područje je izuzetno bogato faunom beskralješnjaka, te ovdje žive mnoge vrste koje su izuzetno rijetke ili nepoznate drugdje u Mađarskoj. Samo broj leptira vrste Papilio prelazi brojku od 700. Područje je također vrlo ornitološki zanimljivo, pogotovo Vanjsko jezero koje privlači brojne gnjezdilice i ptice selice.

## Povijest
Središte poluotoka je Benediktinski samostan, Opatija Tihany, koju je 1055. godine osnovao Andrija I. Mađarski, koji je i pokopan u njezinoj kripti. Povelja o osnutku ove opatije je prvi sačuvani zapis na mađarskom jeziku, a čuva se u benediktinskoj opatiji Pannonhalmi. Sama crkva je obnovljena u baroknom stilu 1754. godine. Ona je još uvijek u funkciji i jako je popularna turistička atrakcija zbog svoje povijesne i umjetničke važnosti. Ona također ima i najbolji pogled na Blatno jezero.
Za opatiju se također vežu brojni povijesni događaji kao što je vrijeme kada je posljednji austrijski car, habsburgovac Karlo I. Austrijski, nakratko bio zatočen ovdje nakon njegova drugog pokušaja da se vrati na prijestolje u Mađarskoj.

## Znamenitosti
Na istočnom kraju poluotoka Tihany, sa svoja dva visoka tornja uzdiže se arhitektonski simbol Mađarske i putokaz posjetiteljima, tisućljetna opatija Tihany. Tijekom 150 godina osmanlijske vlasti u Mađarskoj, ova opatija je služila kao pogranična utvrda. Raskošno je obnovljena u 18. stoljeću pod paskom slavne opatije Pannonhalma.
Na poluotoku se mogu pronaći ostaci još dvije srednjovjekovne crkve iz vremena Andrije I., u porušenim selima Apat i Ujlak. Njihove monaške kuće ističu obiteljsku povezanost Andrije s Kijevom jer su malene vodoravne prostorije isklesane u bazaltnom tufu malene kopije kijevsko-ruskih špiljskih monaških ćelija. Ovakvu vrstu smještaja za monahe najviše je podržavao Sveti Nikola, kojega jako cijene u Ruskoj crkvi.
Tihany je još od 18. stoljeća poznat po jeki. Naime, nju su opjevali pjesnici kao što su: Mihály Csokonai Vitez i Mihály Vorosmarty, ali je najpoznatija pjesma Jánosa Garaya koja opisuje i legendu o mjestu. Jeka je od tada nestala, uglavnom zbog promjena u krajoliku. Druga legenda je o "kozjim čavlima" koji su osvanuli na obali Blatnog jezera, a koji su zapravo kutovi prapovijesnih školjaka. Prema toj priči, bila je princeza koja je imala koze zlatnog krzna, ali je bila previše ponosna i tvrda srca, zbog čega ju je kaznio kralj jezera kletvom. Koze su joj se izgubile u Balatonu, te su od njih ostali samo papci, a ona je morala glasno pozdraviti svakog prolaznika. Kamen koji spominje glasnu djevojku se još uvijek može vidjeti u blizini sela.

## Gradovi partneri
- Odorheiu Secuiesc
- Bad Klosterlausnitz

## Vanjske poveznice
- Službene stranice
- Znamenitosti Tihanya